# Kraszewo-Czarne
Kraszewo-Czarne [pronunciación en polaco: /kraˈʂɛvɔ ˈt͡ʂarnɛ/] es una aldea ubicada en el distrito administrativo de Gmina Boguty-Pianki, dentro del condado de Ostrów Mazowiecka, Voivodato de Mazovia, en el centro-este de Polonia. Se encuentra a unos 7 kilómetros al norte de Boguty-Pianki, a 34 kilómetros al este de Ostrów Mazowiecka, y a 114 kilómetros al noreste de Varsovia.
El pueblo tiene una población de 50 habitantes.